# Curgere multifazică
Curgerea multifazică este o generalizare a curgerii bifazice implicând fazele solid, lichid și gaz.